# Coniopteryx abdominalis
Coniopteryx abdominalis är en insektsart som beskrevs av Okamoto 1905. Coniopteryx abdominalis ingår i släktet Coniopteryx och familjen vaxsländor. Inga underarter finns listade i Catalogue of Life.